# Give Peace a Chance/Remember Love
Give Peace a Chance/Remember Love è il primo singolo discografico della Plastic Ono Band, pubblicato nel 1969. La prima canzone, scritta dall'ex Beatle John Lennon, divenne un inno del movimento pacifista americano.

## Tracce
1. Give Peace a Chance – 4:45 (John Lennon e Paul McCartney)
2. Remember Love – 3:54 (Yoko Ono)

## Pubblicazione
Il singolo venne pubblicato il 4 luglio 1969 in Gran Bretagna su etichetta Apple Records e qualche giorno dopo, il 7 luglio, negli Stati Uniti (APPLE 1809). Il 45 giri raggiunse la seconda posizione nella Official Singles Chart, e la numero 14 nella classifica Billboard Hot 100.

## Brani

### Give Peace a Chance

#### Composizione e registrazione
La canzone fu scritta durante la celebre luna di miele Bed-In di Lennon e Yoko Ono: quando un giornalista chiese loro cosa pensassero di ottenere standosene a letto, Lennon rispose spontaneamente: «All we are saying is give peace a chance» (Tutto quello che stiamo dicendo è date una possibilità alla pace); a Lennon la frase piacque e decise di imbastirci intorno una canzone. Cantò il brano diverse volte durante il Bed-In, e infine, il 1º giugno 1969, nella stanza numero 1742 del Queen Elizabeth Hotel di Montréal, la registrò usando soltanto quattro microfoni e un registratore a quattro piste noleggiato da uno studio di registrazione locale.
La sessione di registrazione fu seguita da dozzine di giornalisti e da varie celebrità, inclusi Timothy Leary, il rabbino Abraham Feinberg, Joseph Schwartz, Allan Rock, Rosemary Woodruff Leary, Petula Clark, Dick Gregory, Allen Ginsberg, Murray the K, Al Capp e Derek Taylor, molti dei quali parteciparono anche cantando nei cori e vengono menzionati da Lennon nel testo del brano. Lennon suonò la chitarra acustica, e a lui poi si aggiunse Tommy Smothers degli Smothers Brothers, anche lui alla chitarra acustica.
Quando venne pubblicata nel 1969, la canzone fu accreditata a Lennon e McCartney. In qualche uscita successiva, solo Lennon è accreditato come autore; come nella ristampa dell'album del 1972 Live in New York City, nel documentario del 2006 U.S.A. contro John Lennon, e nella raccolta Lennon Legend: The Very Best of John Lennon del 1997.
Lennon in seguito dichiarò il suo rammarico per aver indicato McCartney come coautore del suo primo singolo da solista invece di accreditare Yōko Ono, che aveva veramente contribuito a scrivere il pezzo. Inoltre Lennon dichiarò anche che l'aver attribuito a Paul i crediti per il brano, era una forma di ringraziamento verso McCartney per averlo aiutato a registrare The Ballad of John and Yoko.

#### Descrizione del testo
Le liriche del brano si compongono praticamente solo dello slogan pacifista del titolo, ripetuto svariate volte. Lo stesso Lennon considerava la canzone come una sorta di "canovaccio" sul quale improvvisare riferimenti agli avvenimenti attuali.
Nell'ultimo verso del brano Lennon cita i nomi "John and Yoko, Timmy Leary, Rosemary, Tommy Smothers, Bob Dylan, Tommy Cooper, Derek Taylor, Norman Mailer, Allen Ginsberg, Hare Krishna".
Nella registrazione del brano inclusa nell'album Live Peace in Toronto 1969, Lennon si dimenticò i nomi esatti dell'ultimo verso e improvvisò dicendo: «John and Yoko, Eric Clapton, Klaus Voormann, Penny Lane, Roosevelt, Nixon, Tommy Jones, Tommy Cooper e qualcun altro.»

#### Contesto
Il brano divenne in poco tempo l'inno pacifista delle manifestazioni anti-guerra del Vietnam e dei movimenti di protesta della controcultura, e fu intonato da una folla di mezzo milione di dimostranti durante una manifestazione a Washington, D.C. in occasione del Vietnam Moratorium Day, il 15 novembre 1969. Il coro venne guidato da Pete Seeger, che interpose le frasi: «Are you listening, Nixon?» ("Stai ascoltando, Nixon?") e «Are you listening, Agnew?» ("Stai ascoltando, Agnew?"), mentre il coro di manifestanti intonava il ritornello «All we are saying [...] is give peace a chance» ("Tutto quello che stiamo dicendo... è di dare una possibilità alla pace").
Il brano appare anche in una scena chiave del film Fragole e sangue (The Strawberry Statement) del 1970 in cui viene intonato da un grande gruppo di studenti e manifestanti pacifisti dentro una palestra mentre la polizia si prepara a fare irruzione.
Il gruppo musicale britannico Yes omaggiò la canzone di Lennon nell'album The Yes Album del 1971, nel brano Your Move.
Dopo essere stata pubblicata su singolo, la canzone apparve in versione ridotta nella compilation Shaved Fish del 1975. La prima inclusione della versione integrale del pezzo si ebbe nella raccolta The John Lennon Collection del 1982. Anche se tecnicamente Give Peace a Chance fu il primo singolo "solista" di un membro dei Beatles, il 45 giri è ufficialmente accreditato alla Plastic Ono Band, e non al solo John Lennon. Poco tempo dopo l'assassinio di Lennon, i fan si riunirono fuori dal Dakota Building ed iniziarono a cantare Give Peace a Chance. Il singolo rientrò in classifica nel gennaio 1981, raggiungendo la posizione numero 33. La canzone è una delle tre composizioni da solista di Lennon, insieme a Instant Karma! e Imagine, che sono state inserite nella lista "500 Songs that Shaped Rock and Roll" della Rock and Roll Hall of Fame.